# برای تو + تنهایی
«خب، تو» و «تنهایی» (جمعا معرفی‌شده به «خب تو + تنهایی»؛ انگلیسی: Pa' Ti + Lonely) دو ترانه است که توسط خواننده آمریکایی جنیفر لوپز و خواننده کلمبیایی مالوما برای موسیقی متن فیلم باهام ازدواج کن (۲۰۲۱) ضبط شده‌است. هر دو ترانه در ۲۴ سپتامبر ۲۰۲۰ توسط سونی میوزیک لاتین منتشر شد.